# ألكسندر بولوك
ألكسندر بولوك Alexander Bullock (مارس 1816 – يناير 1882) سياسي أمريكي. كان الحاكم السادس والعشرين لولاية ماساتشوستس الأمريكية بين عامي 1866 إلى 1869.
تخرج من كلية أمهرست عام 1836، ومن مدرسة هارفارد للحقوق عام 1841. ومارس المحاماة في وورسستر. وساهم في تأسيس جمعية إعانة المهاجرين في نيو إنغلند عام 1855.